# Île-de-Bréhat
Île-de-Bréhat ou Bréhat  (francês: Île-de-Bréhat, Bretão: Enez Vriad) é uma ilha e comuna francesa localizada perto de Paimpol, a 1,6 km da costa norte da Bretanha, e estende-se por uma área de 3,09 km². Administrativamente, faz parte do departamento de Côtes-d'Armor no noroeste da França.
Bréhat é na verdade um arquipélago composto por duas ilhas principais, separadas apenas na maré alta, e muitas menores. É famosa por suas rochas de granito rosa, microclima muito suave e vegetação mediterrânea, devido à corrente quente do Golfo vinda do outro lado do Atlântico.
Muitos turistas vêm a Brehat todos os dias pelo serviço de ferry (les Vedettes de Bréhat) e visitam as principais atrações turísticas, os faróis de Paon & Rosedo, a capela de St-Michel e a praia de Guerzido, entre outros.